# Lagynogaster sauteri
Lagynogaster sauteri là một loài ruồi trong họ Asilidae. Lagynogaster sauteri được Hermann miêu tả năm 1917. Loài này phân bố ở miền Ấn Độ - Mã Lai.